# 文山郡
文山郡（日语：／ Bunsan Gun）為台灣日治時期的行政區劃之一，該郡隸屬臺北州。

## 簡介

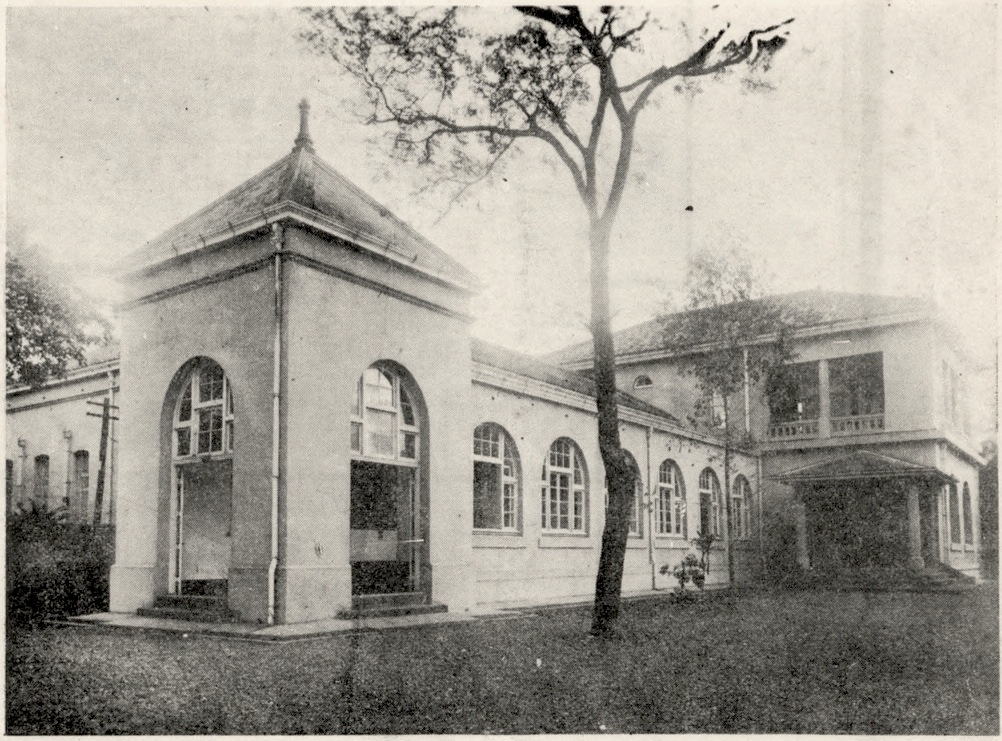
文山郡役所建築

由於新店在交通上接近台北市，且便於管理蕃地，因此文山郡役所設於新店街。管轄新店街、深坑、石碇、坪林及不設街庄的蕃地。轄域即今新北市新店區、深坑區、石碇區、坪林區、烏來區、臺北市文山區等地。

## 歷任郡守
- 生野猪六[2]
- 岡村勝次郎[3]
- 中島与一[4]
- 熊井才吉[5]：1931年[6] -
- 吉田駛馬[7]：1932年4月[8] -
- 田中鉄太郎[9]：1935年9月[10] -
- 山下若松[11]：1935年11月[12] -
- 泥谷帯刀[13]
- 津田健治[14]：1941年6月[15] -

## 機關
- 臺北地方法院新店登記所（1906年設於新店街，1943年裁撤）
- 郵便局
  - 深坑[16]
    - 1901年設於深坑街，1939年遷至深坑內湖（今文山區順興里一帶）

  - 新店
    - 1915年設於大坪林庄
- 警察
  - 1945年時設有臺北州警務部，本郡屬於文山郡警察課，而文山郡警察課又設立深坑分室及坪林分室。

## 交通

### 鐵路
- 臺北鐵道株式會社新店線
  - 十五份 - 製罈會社前 - 景尾 - 二十張 - 公學校前車站－大坪林－七張－新店－郡役所前

## 資料統計
| 街名   | 面積 （km²） | 人口（人） | 人口（人） | 人口（人） | 人口（人） | 人口（人） | 人口（人） | 人口密度 （人/km²） |
| 街名   | 面積 （km²） | 本籍       | 本籍       | 本籍       | 國籍       | 國籍       | 計         | 人口密度 （人/km²） |
| 街名   | 面積 （km²） | 臺灣       | 內地       | 朝鮮       | 中華民國   | 其他國家   | 計         | 人口密度 （人/km²） |
| ------ | ------------ | ---------- | ---------- | ---------- | ---------- | ---------- | ---------- | ------------------- |
| 新店街 | 120.1180     | 23,496     | 599        | 0          | 79         | 0          | 24,174     | 201                 |
| 深坑   | 52.8655      | 21,689     | 286        | 102        | 109        | 0          | 22,186     | 420                 |
| 石碇   | 144.3498     | 9,756      | 34         | 0          | 46         | 0          | 9,836      | 68                  |
| 坪林   | 170.8350     | 7,500      | 53         | 0          | 5          | 0          | 7,558      | 44                  |
| 蕃地   | 321.1305     | 3,086      | 219        | 10         | 6          | 0          | 3,321      | 10                  |
| 文山郡 | 809.2988     | 65,527     | 1,191      | 112        | 245        | 0          | 67,075     | 83                  |